# Jürgen Neyer
Jürgen Neyer (* 1966 in Reinbek) ist ein deutscher Politikwissenschaftler und Lehrstuhlinhaber für Europäische und Internationale Politik an der Europa-Universität Viadrina in Frankfurt (Oder).

## Leben und Wirken
Neyer besuchte in Frankfurt am Main die Carl-Schurz-Schule und studierte Politikwissenschaften an der Johann-Wolfgang-Goethe-Universität, wo er 1992 den Master of Arts  erlangte und 1995 mit summa cum laude promoviert wurde. Anschließend wirkte er als Wissenschaftlicher Mitarbeiter an der Johann-Wolfgang-Goethe-Universität und ab 1996 für fünf Jahre am Zentrum für Europäische Rechtspolitik der Universität Bremen. 2002 erhielt er im Rahmen seiner Tätigkeiten an der Universität Bremen und der Freien Universität Berlin die Venia Legendi im Bereich der Politikwissenschaften sowie ein Jean-Monnet Fellowship für Postdoc in Florenz und ein Heisenberg-Stipendium der Deutschen Forschungsgemeinschaft.
2002 hatte Neyer an der Frankfurter Universität eine Vertretungsprofessur für Weltordnungspolitik inne. Von 2003 bis 2004 folgte eine Vertretungsprofessur für Internationale Politische Ökonomie an der Ludwig-Maximilian-Universität München. In München unterrichtete er zudem am Geschwister-Scholl-Institut und hielt Vorlesungen und Seminare im Bereich Internationale Politische Ökonomie.
Nach seiner Habilitation im Jahr 2004 übernahm er die Professur für Europäische und Internationale Politik an der Europa-Universität Viadrina in Frankfurt an der Oder, wo er bis heute tätig ist. Parallel dazu hatte Neyer weitere Lehraufträge inne. Von 2011 bis 2016 war er an der Humboldt-Viadrina School of Governance für das Blended Learning Lehrangebot im Studiengang Master of Public Policy verantwortlich. In den Jahren 2013–2019 lehrte er Europäische Politik in Form von Blockseminaren an der Pariser ESCP Business School. Seit 2016 ist er zudem Dozent an der Leuphana-Universität Lüneburg und betreut dort das Blended Learning Lehrangebot im Studiengang Master of Governance and Human Rights (Executive Education). Lehrtätigkeiten als Visiting Professor führten ihn an die University of Haifa und an die Carleton University in Kanada.
Von 2019 bis Anfang des Jahres 2023 war Neyer Leiter der von ihm gegründeten European New School of Digital Studies, einer grenzüberschreitenden, internationalen Lehr- und Forschungsinstitution mit dem Themenschwerpunkt Digitalisierung.
Seit 2022 bietet Neyer für Studierende der Viadrina verschiedene Kurse zu künstlichen Intelligenzen an.

## Universitäre Funktionen
- 2003–2009: Sprecher der Arbeitsgruppe Europäische Integration der Deutschen Vereinigung Politischer Wissenschaften
- 2008–2012: Direktor des Frankfurter Institut für Transformationsstudien an der Europa-Universität Viadrina
- 2013–2017: Dekan der Kulturwissenschaftlichen Fakultät der Europa-Universität Viadrina
- 2014–2016: Dekan der Humboldt-Viadrina School of Governance
- 2018–2021: Vizepräsident der Europa-Universität Viadrina für Internationales und die European New School of Digital Studies (ENS)

## Publikationen (Auswahl)

### Monografien
- Spiel ohne Grenzen. Weltwirtschaftliche Strukturveränderungen und das Ende des sozial kompetenten Staates. Zugleich Dissertation. Tectum, Marburg 1996.
- mit Mathias Albert, Lothar Brock, Stephan Hessler, Ulrich Menzel: Die neue Weltwirtschaft. Entstofflichung und Entgrenzung der Ökonomie. Suhrkamp, Frankfurt am Main 1999.
- Postnationale politische Herrschaft. Verrechtlichung und Vergesellschaftung jenseits des Staates. Zugleich Habilitationsschrift. Nomos, Baden-Baden 2004.
- The Justification of Europe. A Political Theory of Supranational Integration. Oxford University Press, Oxford 2012.
- Globale Demokratie. Eine zeitgemäße Einführung in die internationalen Beziehungen. Nomos, Baden-Baden 2013.
- mit Annegret Bendiek: Smarte Resilienz. Wie Europas Werte in der Digitalisierung gestärkt werden können. Bertelsmann Stiftung, 2020.
- Europa im Unfrieden. Soziale Konflikte und politische Umwälzungen in der europäischen Geschichte und Gegenwart. transcipt, Bielefeld 2023, ISBN 978-3-8376-6506-2.

### Herausgeberschaften
- mit Erik O. Eriksen, Christian Joerges: European Governance, Deliberation and the Quest for Democratisation. Oslo und Florenz 2003, DNB 1191645584
- mit Antje Wiener: Political Theory of the European Union. Oxford 2010.
- mit Claudio Franzius, Franz C. Mayer: Strukturfragen der Europäischen Union. Nomos, Baden-Baden 2010.
- mit Matthias Theodor Vogt, Jan Sokol, Dieter Bingen, Albert Löhr: Der Fremde als Bereicherung. Lang, Frankfurt a. M./Berlin u. a. 2010, ISBN 978-3-631-60233-1.
- mit Matthias Theodor Vogt, Jan Sokol, Dieter Bingen, Albert Löhr: Minderheiten als Mehrwert. Lang, Frankfurt a. M./Berlin u. a. 2010, ISBN 978-3-631-60239-3.
- mit Claudio Franzius, Franz C. Mayer: Grenzen der europäischen Integration Herausforderung für Recht und Politik. Nomos, Baden-Baden 2014.
- mit Claudio Franzius, Franz Mayer: Modelle des Parlamentarismus im 21. Jahrhundert. Neue Ordnungen von Recht und Politik. Nomos, Baden-Baden 2015.